# Chaker Alhadhur
Chaker Alhadhur (Nantes, 4 de diciembre de 1991) es un futbolista comorense que juega de defensa en Les Sables Vendée Football. Es internacional con la selección de fútbol de Comoras.

## Trayectoria
Alhadhur comenzó su carrera deportiva en el F. C. Nantes, con el que debutó en la Ligue 2 el 18 de febrero de 2011, en un partido frente al F. C. Metz.
En la temporada 2013-14 debutó en la Ligue 1, con el propio Nantes, en la derrota por 3-1 frente al Olympique Lyonnais.
En 2015 fichó por el S. M. Caen, equipo que también se encontraba en la Ligue 1, y en 2017 fue cedido a La Berrichonne de Châteauroux, siendo fichado en propiedad por dicho equipo.
En 2021 fichó por el A. C. Ajaccio de la Ligue 2.

## Selección nacional
Alhadhur es internacional con la selección de fútbol de Comoras, con la que debutó el 5 de marzo de 2014.
En 2022 fue convocado para la Copa Africana de Naciones 2021, en donde en los octavos de final se vio obligado a actuar de portero, debido a los positivos por COVID-19 de los dos porteros de la selección de Comoras. Tuvieron que pegarle el número con esparadrapo a la equipación de portero, y pese a que tuvo una buena actuación su selección terminó cayendo por 2-1 ante la anfitriona Camerún.

## Clubes
| Club                       | País    | Año       |
| -------------------------- | ------- | --------- |
| F. C. Nantes               | Francia | 2010-2015 |
| Aviron Bayona (cedido)     | Francia | 2011-2012 |
| S. M. Caen                 | Francia | 2015-2017 |
| L. B. Châteauroux (cedido) | Francia | 2017-2018 |
| L. B. Châteauroux          | Francia | 2019-2021 |
| A. C. Ajaccio              | Francia | 2021-2023 |
| Les Sables Vendée Football | Francia | 2024-     |